# Aglaia ramotricha
Aglaia ramotricha är en tvåhjärtbladig växtart som beskrevs av C.M. Pannell. Aglaia ramotricha ingår i släktet Aglaia och familjen Meliaceae. Inga underarter finns listade i Catalogue of Life.